# 最初で最後 (ワルツ)
『最初で最後』（さいしょでさいご、ドイツ語: Die Ersten und Letzten）作品1は、ヨーゼフ・シュトラウスが作曲したワルツ。『もうこれっきり』とも。ヨーゼフがこのワルツの作曲に至った経緯は、シュトラウス家にまつわるエピソードとして特に有名である。

## 解説
1844年以来、ヨハン・シュトラウス1世とその息子ヨハン・シュトラウス2世がウィーンのダンスホールの人気を独占していた。しかし1849年にヨハン1世が死去すると、それまで親子に分散されていた仕事がヨハン2世に集中するようになった。ヨハン2世は、連日連夜の演奏会と作曲活動で身が持たず、しばしば再起不能かと思われるほどの重病に倒れた。1851年には過労によって危篤状態に陥ったこともあり、さらに1852年にもプラハ、ベルリン、ハンブルクへの演奏旅行から帰ってすぐに過労で倒れている。
母マリア・アンナ・シュトレイムは長男ヨハンの体調を危惧して、工学技師として働いていた次男ヨーゼフ・シュトラウスに代理としてシュトラウス楽団を指揮させることを思いつき、兄ヨハンもこれに同調した。当初ヨーゼフはこの計画に対し猛反対したが、結局は「シュトラウス家のため」と迫る母と兄の説得に折れて、ヘルナルスの教会祭のためのワルツ『最初で最後』を兄の代理で作曲し、1853年8月29日に初演した。『最初で最後』というその曲名からも当時のヨーゼフの胸中を容易に察することができるが、しかしこのワルツが「卓抜で、独創的、メロディアスなリズム」と新聞に評され、かえってヨーゼフへの人々の期待を高めてしまった。
8月31日付の『ボイヤーレス・テアターツァイトゥング』紙によれば、6回も繰り返し演奏されたといい、さらに同紙は次のように続けた。
| 「 | ダンス曲が今やこのように花開いて、シュトラウス氏の輝かしい才能は見事に実証された。この曲が最後とはならず、ヨーゼフ・シュトラウス氏が……近いうちに続きを書くという楽しい希望を持ってもいいのではなかろうか。 | 」 |

## 関連作品
- ワルツ『最後の後の最初』 - ヨーゼフが1854年に発表した作品。作品番号は12。『最初で最後』を強く意識した題名となっている。